# Jebel Dhana Airport
Jebel Dhana Airport är en flygplats i Förenade Arabemiraten.   Den ligger i emiratet Abu Dhabi, i den västra delen av landet, 180 kilometer väster om huvudstaden Abu Dhabi. Jebel Dhana Airport ligger 13 meter över havet.
Terrängen runt Jebel Dhana Airport är platt. Havet är nära Jebel Dhana Airport norrut. Närmaste större samhälle är Ar Ruways, 14,6 kilometer sydost om Jebel Dhana Airport. 
Trakten runt Jebel Dhana Airport är ofruktbar med lite eller ingen växtlighet.  Trakten runt Jebel Dhana Airport är glesbefolkad, med 17 invånare per kvadratkilometer.